# Ottoline Leyser

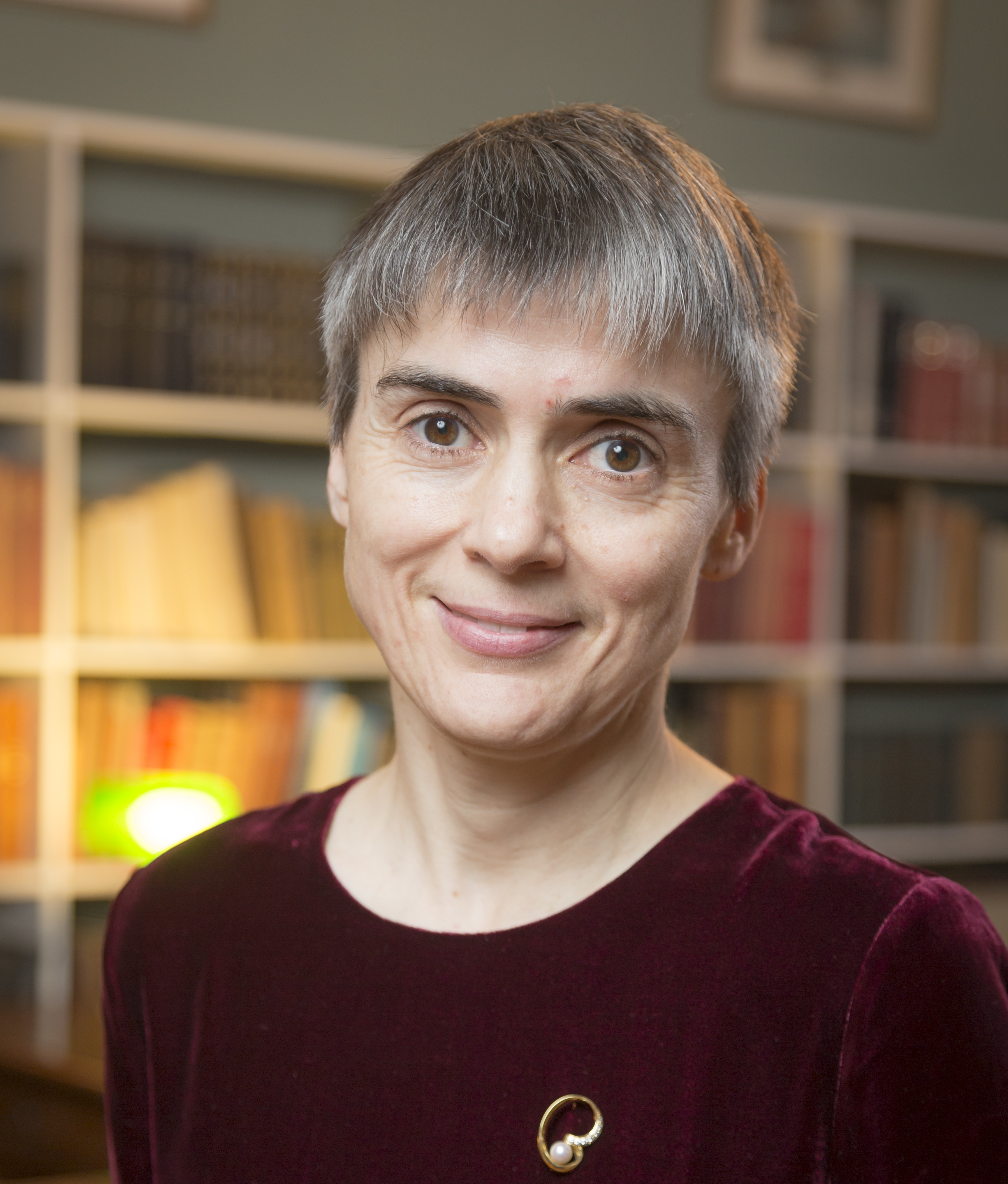
Ottoline Leyser, 2016

Dame Henrietta Miriam Ottoline Leyser, DBE (* 7. März 1965) ist eine britische Botanikerin.

## Leben
Ottoline ist die Tochter der britischen Mediävisten Henrietta und Karl Leyser. Sie absolvierte 1986 erfolgreich ihr Bachelorstudium in Genetik am Newnham College, einem Institut der University of Cambridge. An selber Stelle erfolgte 1990 mit An analysis of fasciated mutants of Arabidopsis thaliana and the role of cytokinin in this phenotype ihre Doktorarbeit. Anschließend forschte sie in Cambridge, an der Indiana University Bloomington und war von 1994 bis 2010 an der University of York tätig. Seit 2002 war sie berufene Professorin für Biologie an der University of York. Von dort wechselte sie als Professorin und Direktorin des Sainsbury Laboratory an der University of Cambridge, bis sie 2020 die Regius Professur für Botanik der Universität Cambridge von David Baulcombe übernahm. Gleichzeitig übernahm sie die Position des CEO von UK Research & Innovation.
Forschungsschwerpunkt ihrer Arbeit sind Pflanzenhormone und physiologische Veränderungen durch Umwelteinflüsse während des Wachstumsprozesses von Pflanzen. Für ihre Arbeit wurde sie unter anderem 2007 mit dem mit 30000 Pfund dotierten Rosalind Franklin Award ausgezeichnet. Außerdem ist sie Mitglied der National Academy of Sciences, der Royal Society, der European Molecular Biology Organization und des Nuffield Council on Bioethics. 2009 wurde sie Commander of the Order of the British Empire. 2014 wurde sie in die Leopoldina gewählt. 2017 wurde sie zum Dame Commander des Order of the British Empire ernannt und erhielt den FEBS-EMBO Women in Science Award zugesprochen. 2021 wurde Leyser in die Academia Europaea gewählt, für 2023 wurde sie als Croonian Lecturer ausgewählt.